# Candidaturas para os Jogos Pan-Americanos de 2019
Quatro cidades apresentaram candidaturas para sediar os Jogos Pan-Americanos de 2019 e os Jogos Parapan que foram reconhecidos pela Organização Esportiva Pan-Americana (ODEPA), todas as quatro na lista final do Comitê Executivo da ODEPA. A ODEPA selecionou uma cidade sede para os Jogos Pan-Americanos de 2019 no Westin Harbour Castle Hotel em Toronto, Canadá, em 11 de outubro de 2013, que Lima venceu. As outras cidades selecionadas foram Santiago, Chile, La Punta, Argentina e Ciudad Bolívar, Venezuela. 
Lima obteve a maioria absoluta dos votos após apenas uma rodada de votação, eliminando a necessidade de rodadas subsequentes de votação. Os delegados da OPAS e a mídia identificaram vários fatores a seu favor, incluindo o tamanho do país, segurança, experiência na realização de eventos multiesportivos, garantias governamentais, segurança e limpeza.

## Seleção da cidade sede
Em 1º de maio de 2013, os membros do Comitê Olímpico Nacional (CON) da ODEPA foram informados da confirmação das quatro cidades candidatas a sediar os Jogos Pan-Americanos de 2019. Cada cidade foi obrigada a pagar um depósito de US$ 50.000 até aquela data, na qual cada uma cumpriu, para continuar com o processo eleitoral. De 30 de abril a 8 de maio, a Comissão de Avaliação realizou suas visitas a Ciudad Bolívar, La Punta, Santiago do Chile e Lima, nessa ordem. 
Lima foi selecionada como a cidade anfitriã dos Jogos Pan-Americanos de 2019 em 11 de outubro de 2013 pela PASO no Westin Harbour Castle Hotel em Toronto, Canadá, em 11 de outubro de 2013. 
| Cidade         | CON       | Rodada 1 |
| Lima           | Peru      | 31       |
| Santiago       | Chile     | 9        |
| La Punta       | Argentina | 9        |
| Ciudad Bolívar | Venezuela | 8        |

## Visão geral das cidades candidatas

### Cidades candidatas
| Logotipo | Cidade | País      | Comitê Olímpico Nacional          | Resultado             |  |
| --- | --- | --------- | --------------------------------- | --------------------- |  |
| | Lima | Peru      | Comitê Olímpico Peruano (COP)     | Vencedora             |  |
| Lima 2019 foi uma candidatura vitoriosa para os Jogos Pan-Americanos de 2019 do presidente do Instituto Peruano de Esporte e do Comitê Olímpico Peruano . A Vila Panamericana foi planejada para estar localizada em El Callao, com capacidade para 9.000 pessoas em 43 ha (430,000 m2) em 60 edifícios. Lima já havia apresentado uma candidatura aos Jogos Pan-Americanos para sediar os Jogos Pan-Americanos de 2015, mas perdeu para Toronto. No circuito olímpico, o Peru sediou os Jogos Sul-Americanos de 1990, os Jogos Bolivarianos de 1947, os Jogos Bolivarianos de 1997 e os Jogos Bolivarianos de Praia de 2012 . | |           |                                   |                       |  |
| | |           |                                   |                       |  |
| | Santiago | Chile     | Comitê Olímpico Chileno (COCH)    | Primeiro vice-campeão |  |
| Durante os Jogos Pan-Americanos de 2011, a capital chilena fez lobby para esses jogos e afirmou que suas sedes dos Jogos Sul-Americanos de 2014 estão sendo construídas de acordo com os altos padrões pan-americanos. Seu interesse foi confirmado em março de 2012, quando o Secretário de Esportes e o Presidente do Comitê Olímpico do Chile apresentaram sua proposta na Assembleia da Organização Pan-Americana do Esporte . A cidade de Santiago propôs que os Jogos Pan-Americanos de 2019 fossem realizados de 8 a 25 de outubro, e a cidade estimou um orçamento de US$ 658 milhões para financiar os Jogos. A Aldeia Pan-Americana foi planejada para ter 26 prédios de apartamentos, áreas comerciais, centro de imprensa e televisão, piscinas e áreas de lazer e 115 mil metros quadrados de áreas verdes. Embora a candidatura tenha falhado, Santiago foi eleito para sediar os Jogos Pan-Americanos de 2023 em 2017. | |           |                                   |                       |  |
| | |           |                                   |                       |  |
| </img> | La Punta | Argentina | Comitê Olímpico Argentino (COA)   | Primeiro vice-campeão |  |
| </img> | Em 14 de junho de 2012, o Comitê Olímpico Argentino selecionou La Punta, San Luis, para ser a cidade candidata da Argentina aos Jogos Pan-Americanos de 2019. A cidade foi escolhida em detrimento de Rosário por uma votação de 30 a 20. La Punta teve como objetivo realizar os primeiros Jogos Pan-Americanos totalmente sustentáveis, com o uso de transporte híbrido, energia eólica e solar, e a campanha "Plante Conscientização, Plante uma Árvore", onde cada atleta que participasse dos Jogos plantaria uma árvore. Para tanto, a Aldeia Pan-Americana passou a ser chamada de Aldeia Pan-Americana Verde. O orçamento da cidade para os Jogos seria dividido em três partes: infraestrutura esportiva e Vila Verde, reforma não relacionada a instalações esportivas (como aeroporto e rodovias) e despesas de operação. Além da candidatura de La Punta para os Jogos Pan-Americanos, Buenos Aires se candidatou para sediar os Jogos Olímpicos de Verão da Juventude de 2018 e foi eleita a cidade-sede em 4 de julho de 2013. |           |                                   |                       |  |
| | |           |                                   |                       |  |
| | Ciudad Bolívar | Venezuela | Comitê Olímpico Venezuelano (COV) | Terceiro vice-campeão |  |
| A cidade de Ciudad Bolívar propôs a realização dos Jogos Pan-Americanos de 2019 de 20 de setembro a 6 de outubro de 2019, sendo os Jogos Parapan-Americanos de 2019 realizados de 20 de outubro a 30 de novembro, citando que a cidade seria "rodeada por uma paisagem de belezas verdejantes." Com um orçamento estimado de US$ 1,5 bilhão (VEB 9,6 bilhões) para financiar os Jogos, a cidade planejava desenvolver os arredores da cidade, como a construção de instalações esportivas de classe mundial, hotéis e os 292 ha (1.13 sq mi) Aldeia Pan-Americana. A vila deveria abrigar 12.000 atletas e oficiais e teria um número total de 68 prédios de cinco andares, como escritórios, lojas e academias. | |           |                                   |                       |  |

Predefinição:2019 Pan American Games Bid Venues

## Mostrou interesse preliminar em Candidaturas
- Bogotá, Colômbia [13]
- Porto Rico[14][15]

Várias cidades foram mencionadas como possíveis licitações de Porto Rico, como San Juan, Ponce, Mayagüez e Caguas .
- San Salvador, El Salvador[16][17]
- Miami, EUA

Durante os Jogos Pan-Americanos de 2011, o chefe do Comitê Olímpico dos Estados Unidos, Scott Blackmun, disse que os Estados Unidos estariam interessados em sediar os Jogos Pan-Americanos em algum momento.  Miami havia sido mencionada como potencial licitante para os Jogos de 2019. 
- Montevideo, Uruguai[20]